# Фетсуннский мост
Фетсуннский мост (норв. Fetsund jernbanebru) — железнодорожный металлический ферменный мост через реку Гломма на линии Kongsvingerbanen в городе Фетсунн, Акерсхус, Норвегия.

## История
В 1860—1862 годах в составе строительства железнодорожной линии Kongsvingerbanen между городами Лиллестрём и Конгсвингер был построен деревянный мост. Работами руководил Карл Абрахам Пиль. Торжественное открытие состоялось 3 октября 1862 года в присутствии короля Карла XV, который прошёл по мосту пешком. Мост был длиной 449 м, состоял из 69 пролётов по 5,7 м, двух пролётов по 19 м из железных балок на каменных опорах и одного каменного свода длиной 7 м. С низовой стороны моста была устроена проезжая часть для гужевого движения и пешеходов. К концу 1860-х годов возник вопрос реконструкции моста, так как во время наводнений небольшие пролёты создавали препятствие при лесосплаве, перед мостом скапливалось большое количество древесины, способной повредить сооружение. В 1868—1869 годах часть деревянных пролётов были заменены на железную арочную ферму отверстием 37 м. В 1872—1877 годах оставшиеся деревянные пролёты были заменены на железную решётчатую ферму длиной по 27,5 м на чугунных опорах, количество пролётов уменьшилось до 21. Работы производились под руководством инженера Хокона Торпа (норв. Haakon Torp), общая стоимость составила 550 тыс. крон.  
В 1910 году, после сильного наводнения, было решено построить новый высоководный мост в нескольких десятках метров выше по течению. Строительные работы начались в 1912 году. Фундаментные работы выполнялись в зимний период, когда уровень воды был низким. Для забивки свай применялся паровой копер. Пролётные строения собирались на западном берегу реки и затем на понтонах доставлялись к месту монтажа. Вес каждого пролёта составлял около 250 т, монтажные работы велись с 1916 по 1918 год. Для движения мост был открыт 27 июля 1918 года. Стоимость работ составила 1,413 млн крон. Старый мост был разобран, часть конструкций пролётного строения была использована для других мостов.
Мост был комбинированный автомобильно-
железнодорожный, с одной полосой для движения автомобилей с каждой стороны от железнодорожного пути. В 1959 году, после открытия автодорожного моста, автомобильное движение было прекращено. С верховой стороны моста был устроен проход для пешеходов и велосипедистов. 

## Конструкция
Мост семипролётный, пролёты перекрыты сквозными металлическими арочными фермами с проезжей частью по нижнему поясу. Длина пролётов составляет 60 м, общая длина моста — 424 м. Опоры моста из монолитного бетона на свайном основании, облицованы натуральным камнем. Мост однопутный. С низовой стороны моста устроен тротуар. 

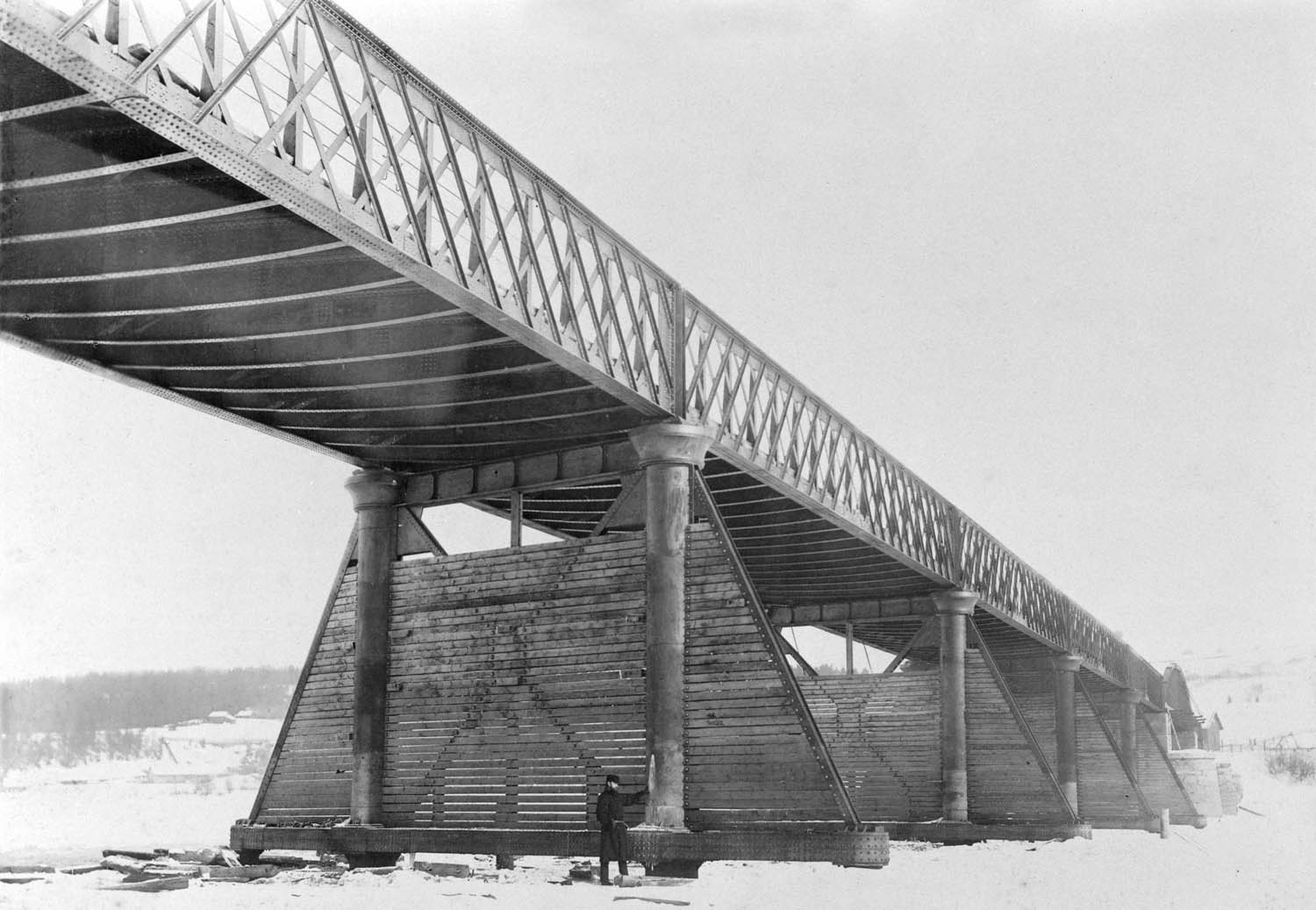
Мост после реконструкции, 1876 год
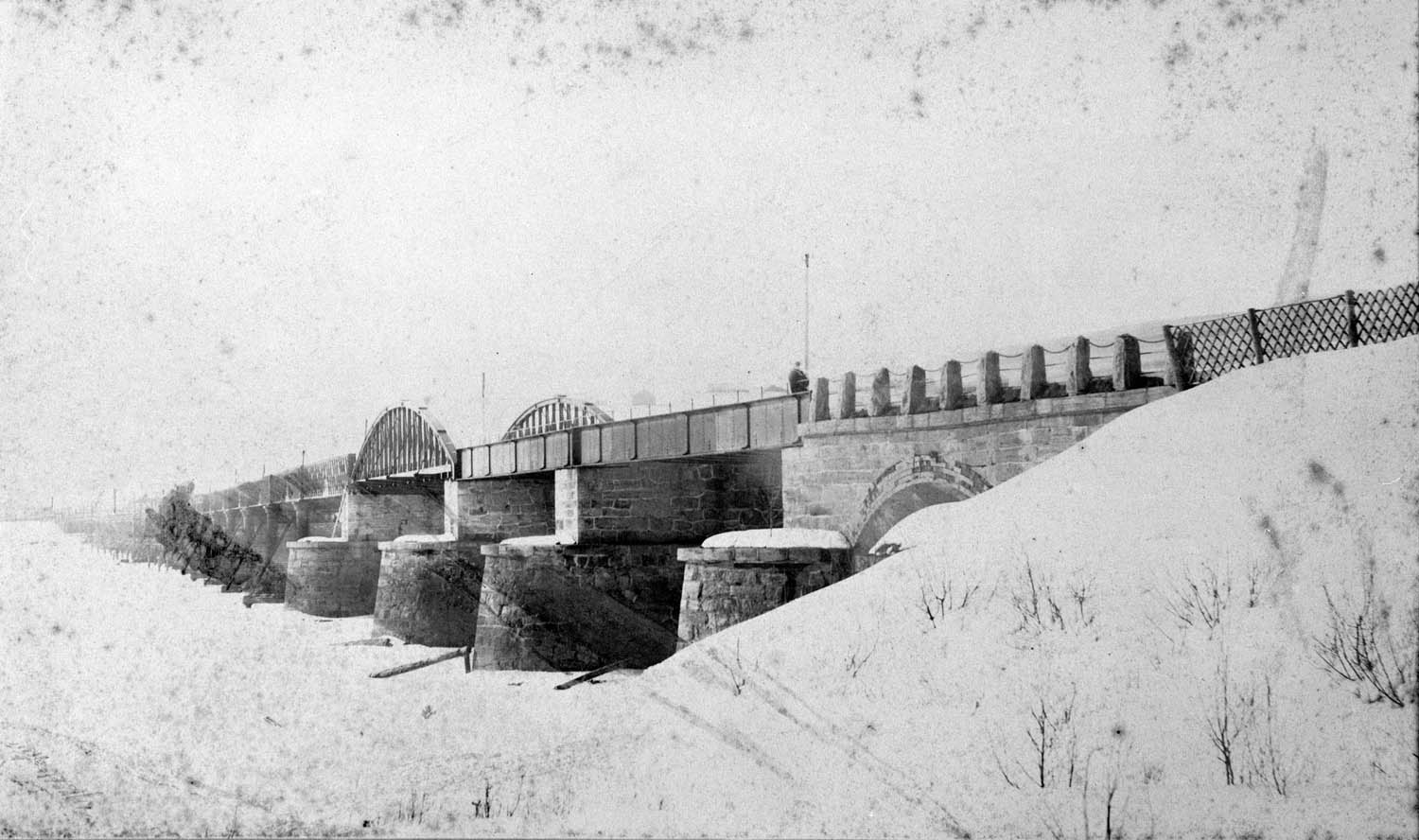
Мост после реконструкции, 1876 год
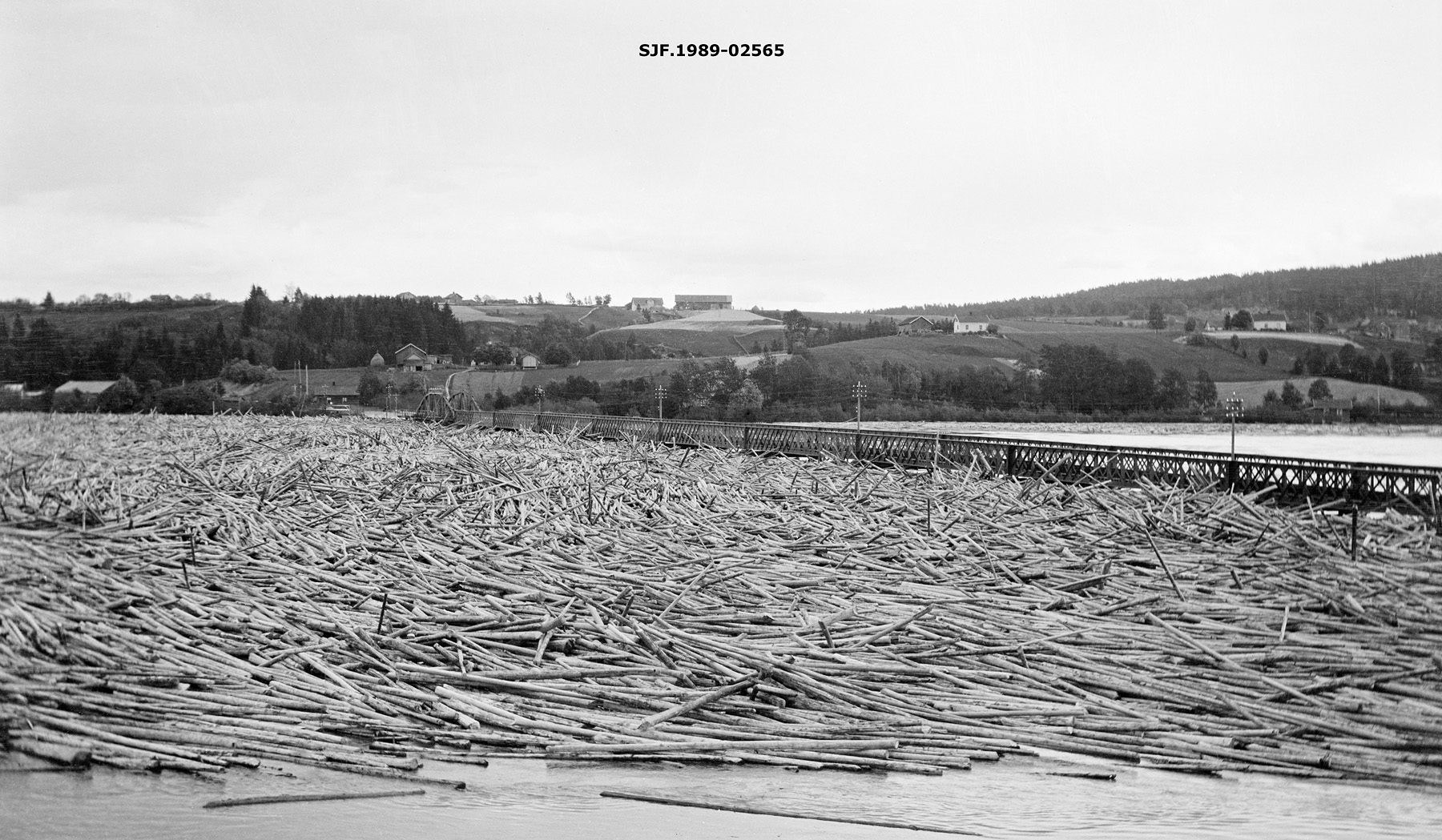
Бревна перед мостом во время наводнения 1910 года
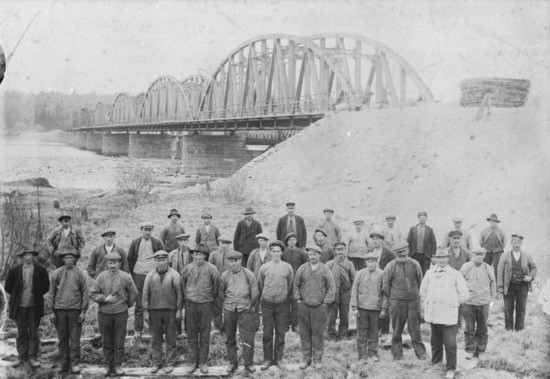
Группа строителей перед новым мостом, 1918 год